# DokuWiki
DokuWiki je multiplatformní program typu wiki distribuovaný pod licencí GNU General Public License. Její otevřený kód je napsaný v PHP a nevyužívá externí databázi. Má podobnou syntax jako MediaWiki, ale na rozdíl od ní má menší systémové nároky a díky tomu, že je obsah ukládán do souborů, je snadno čitelný i běžnými editory. Pro dokuwiki existuje mnoho rozšíření a je dostupná ve více než 50 jazycích.